# NGC 7432
NGC 7432 (другие обозначения — PGC 70129, UGC 12268, MCG 2-58-40, ZWG 430.33) — эллиптическая галактика (E) в созвездии Пегас.
Этот объект входит в число перечисленных в оригинальной редакции «Нового общего каталога».